# Сузір'я (видання)
«Сузір'я» — річник, присвячений популяризації в Україні культури, особливо літератури народів СРСР. Виходить у Києві від 1967. Всі спроби офіційних органів у Києві здобути дозвіл з Москви на перетворення річника на періодичний журнал або альманах залишаються безуспішними, попри те, що «Сузір'я» пропагує дружбу народів у цілковитій вірності партійній лінії. Такий альманах однак існує в Грузії від 1968 (п. н. «Цсарткела»), а у Москві виходить місячник «Дружба народов».